# RideLondon Classic 2019
De achtste editie van de wielerwedstrijd RideLondon Classic, met start en finish in Londen, werd gehouden op 3 en 4 augustus 2019. De wedstrijd maakt deel uit van de UCI World Tour 2019. In 2018 won de Duitser Pascal Ackermann. Hij was afwezig en Elia Viviani volgde hem op.

## Uitslag
Uitslag
| Plaats  | Naam                  | Ploeg                 | Tijd     |
| ------- | --------------------- | --------------------- | -------- |
| Winnaar | Elia Viviani          | Deceuninck–Quick-Step | 3u46'16" |
| 2       | Sam Bennett           | BORA-hansgrohe        | z.t.     |
| 3       | Michael Mørkøv        | Deceuninck–Quick-Step | z.t.     |
| 4       | Jasper Stuyven        | Trek-Segafredo        | z.t.     |
| 5       | Amund Grøndahl Jansen | Team Jumbo-Visma      | z.t.     |
| 6       | Giacomo Nizzolo       | Team Dimension Data   | z.t.     |
| 7       | Alexander Kristoff    | UAE Team Emirates     | z.t.     |
| 8       | Oliver Naesen         | AG2R La Mondiale      | + 1"     |
| 9       | Jasper De Buyst       | Lotto Soudal          | z.t.     |
| 10      | Ethan Hayter          | Britse selectie       | z.t.     |
|         |                       |                       |          |
| 11      | Moreno Hofland        | EF Education First    | z.t.     |

## Vrouwen
Op 3 augustus werd de zevende editie van de vrouwenwedstrijd verreden. Titelverdedigster is Kirsten Wild. Zij won ook de sprint, maar werd gediskwalificeerd. Lorena Wiebes werd daardoor de winnares van deze editie.
Uitslag
| Plaats  | Naam                      | Ploeg                              | Tijd     |
| ------- | ------------------------- | ---------------------------------- | -------- |
| Winnaar | Lorena Wiebes             | Parkhotel Valkenburg               | 1u33'55" |
| 2       | Elisa Balsamo             | Valcar-Cylance                     | z.t.     |
| 3       | Coryn Rivera              | Team Sunweb                        | z.t.     |
| 4       | Lotte Kopecky             | Lotto Soudal Ladies                | z.t.     |
| 5       | Letizia Paternoster       | Trek-Segafredo                     | z.t.     |
| 6       | Marianne Vos              | CCC-Liv                            | z.t.     |
| 7       | Christine Majerus         | Boels Dolmans Cycling Team         | z.t.     |
| 8       | Marta Tagliaferro         | Hitec Products                     | z.t.     |
| 9       | Maria Giulia Confalonieri | Valcar-Cylance                     | z.t.     |
| 10      | Eugénie Duval             | FDJ Nouvelle-Aquitaine Futuroscope | z.t.     |

2011 · 
2012 (Olympische wegrit mannen / vrouwen) · 
2013 · 
2014 · 
2015 · 
2016 · 
2017 · 
2018 · 
2019 · 
2020 · 
2021 · 
2022 · 2023 · 2024
Tour Down Under ·
Great Ocean Road Race ·
Ronde van de Verenigde Arabische Emiraten ·
Omloop Het Nieuwsblad ·
Strade Bianche ·
Parijs-Nice · 
Tirreno-Adriatico · 
Milaan-San Remo ·
Ronde van Catalonië ·
Driedaagse Brugge-De Panne ·
E3 BinckBank Classic ·
Gent-Wevelgem ·
Dwars door Vlaanderen ·
Ronde van Vlaanderen ·
Ronde van het Baskenland ·
Parijs-Roubaix ·
Amstel Gold Race ·
Ronde van Turkije ·
Waalse Pijl ·
Luik-Bastenaken-Luik ·
Ronde van Romandië ·
Eschborn-Frankfurt ·
Ronde van Italië ·
Ronde van Californië ·
Critérium du Dauphiné ·
Ronde van Zwitserland ·
Ronde van Frankrijk ·
Clásica San Sebastián ·
Ronde van Polen ·
RideLondon Classic ·
BinckBank Tour ·
Ronde van Spanje ·
EuroEyes Cyclassics ·
Bretagne Classic ·
GP van Quebec ·
GP van Montreal ·
Ronde van Lombardije ·
Ronde van Guangxi
 Strade Bianche ·
 Ronde van Drenthe ·
 Trofeo Alfredo Binda-Comune di Cittiglio ·
 Driedaagse Brugge-De Panne ·
 Gent-Wevelgem ·
 Ronde van Vlaanderen ·
 Amstel Gold Race ·
 Waalse Pijl ·
 Luik-Bastenaken-Luik ·
 Ronde van Chongming ·
 Ronde van Californië ·
 Emakumeen Bira ·
 The Women's Tour ·
 Ronde van Italië voor vrouwen ·
 La Course by Le Tour de France ·
 RideLondon Classic ·
 Open de Suède Vårgårda ·
 Ronde van Noorwegen ·
 Bretagne Classic ·
 Boels Rental Ladies Tour ·
 La Madrid Challenge by La Vuelta ·
 Ronde van Guangxi